# Vreken
Vreken är en sjö i Lindesbergs kommun i Västmanland och ingår i Norrströms huvudavrinningsområde. Sjön är 6 meter djup, har en yta på 0,249 kvadratkilometer och befinner sig 251 meter över havet.

## Delavrinningsområde
Vreken ingår i det delavrinningsområde (663508-146501) som SMHI kallar för Mynnar i Arbogaån. Medelhöjden är 220 meter över havet och ytan är 15,15 kvadratkilometer. Räknas de 2 avrinningsområdena uppströms in blir den ackumulerade arean 79,34 kvadratkilometer. Kölsjöån som avvattnar avrinningsområdet har biflödesordning 3, vilket innebär att vattnet flödar genom totalt 3 vattendrag innan det når havet efter 242 kilometer. Avrinningsområdet består mestadels av skog (87 procent). Avrinningsområdet har 0,25 kvadratkilometer vattenytor vilket ger det en sjöprocent på 1,6 procent.